# Circuit Català de Caminades de Resistència
El Circuit Català de Caminades de Resistència (CCCR) és un projecte i calendari de caminades de resistència no competitives, organitzat per la Federació d'Entitats Excursionistes de Catalunya (FEEC), que es va crear l'any 2017, substituint l'anterior Copa Catalana de Caminades de Resistència, que estava en vigor des de l'any 1998.
Amb aquest projecte, la FEEC vol recuperar l'essència de les caminades, així com abandonar l'esperit més competitiu de l'antiga Copa Catalana de Caminades de Resistència. Aquest projecte es va crear a través d'un acord de les diverses entitats excursionistes organitzadores de caminades de resistència, que van consensuar una serie de punts per a la millora de l'organització i participació en el circuit. Entre els centres i associacions excursionistes que van participar en la trobada es trobaven el Centre Excursionista de Cardona, l'Associació d'Amics de les Muntanyes de Prades, el Centre Excursionista les Borges - Garrigues, el Centre Excursionista Alta Ribagorça, el Centre Excursionista de Castellar del Vallès, el Centre d'Estudis Riudomencs Arnau de Palomar, la Unió Excursionista de Catalunya de Sants, el Club Excursionista Reddis, el Centre Excursionista Caminaires de Vilamajor, l'Associació Excursionista Catalunya de Reus, la Unió Excursionista de Catalunya de Gràcia, La Lira Vendrellenca, el Centre Excursionista de la Comarca de Bages (CECB), el Grup Excursionista Laketans de l'Avenç d'Esplugues (GELADE), l'Agrupació Científico Excursionista de Mataró i la Unió Muntanyenca Eramprunyà.
Des que l'any 1998 es posà en marxa la Copa Catalana de Caminades de Resistència, s'han anat proposant nous reptes i han proliferat les caminades de resistència, amb recorreguts de més de 30 quilòmetres i forts desnivells que posen a prova les forces dels excursionistes i la seva preparació física i mental. La FEEC, per mitjà del Comitè Català de Marxes, es va fer ressò d’aquesta realitat, i a partir de l'any 2017, 25 anys després de l'inici de la Copa Catalana de Caminades de Resistència, pionera a l'Estat espanyol, la modalitat segueix ben viva, amb un públic ben nombrós, a través del nou Circuit Català de Caminades de Resistpencia, menys competitiva, però igual de engrescadora. Així, el 2023 el Circuit Català de Caminades de Resistència estarà compost per 28 caminades distribuïdes per la geografia catalana entre els mesos de març i novembre.
Les caminades de resistència comencen el març amb la Marxa dels Castells de la Segarra, la Travessa Rubí-Montserrat, la Marxa del Setge de Cardona, la Marxa les Borges - Riu Set, la Marxa de les Comes, la Travessa Molins-Montserrat i la Ruta dels Tres Monestirs (Llarga i Curta). Continua el mes d'abril amb l'Almogàver Muntanyes de Prades, la Ruta de les Ermites, la Caminada de Carenes, i la Caminada Riudoms-La Mola-Riudoms. Durant el mes de maig te lloc la Caminada Sants-Montserrat, la Marxa de Resistència 7 Cims, la Marxa Romànica de Resistència de Navàs, Marxa Romànica Mèdium, la Marxa de Colldejou, i la Marxa Gràcia-Montserrat. El mes de juny es celebren la Caminada "Reus-Prades-Reus", la Travessa del Montseny, i la Transfronterera Cap de Rec. Al setembre té lloc la Travessa Matagalls-Montserrat, i la Marxa Rasos de Peguera - Manresa. A l'octubre, la Trenkakames, la Marxa de Resistència La Llopa, la Marxa de Resistència La Mola-Santa Perpetua, i La Marxassa. Finalment el CCCR acaba amb la tradicional Marxa del Garraf organitzada per la Unió Muntanyenca Eramprunyà.

## Característiques
El propòsit del CCCR és el de reconèixer l'esforç del participant i el de les entitats excursionistes, i conèixer el patrimoni natural i el patrimoni cultural del país.
Per que una caminada de resistència, sigui reconeguda com a tal, ha de complir una sèrie de condicions: que sigui una excursió de gran format que s'ha de poder fer caminant i que s'ha d'adequar a les directrius del reglament del Circuit Català de Caminades de Resistència (CCCR). Per tal que una caminada sigui admesa en el calendari del CCCR haurà de tenir un recorregut que es desenvolupi per entorns de muntanya, una distància d'entre 45 i 90 quilòmetres, una durada d'entre 12 i 24 hores, una distància màxima entre avituallaments de 15 quilòmetres, un desnivell màxim total acumulat de 6.000 metres, disposar de 3 controls de tancament horari, com a mínim, garantir que la prova es pugui realitzar caminant. A més a mes, el ritme de pas s'adequarà a criteri de l'entitat i als trams a recórrer, la velocitat mitjana mínima de pas serà de 3,75 quilòmetres/hora, el màxim recorregut admès per asfalt serà com a màxim el 5% del total de la prova (s'exclou el pas intern per poblacions), i l'itinerari màxim coincidint amb altres caminades serà el 10% del total de la prova més curta.